# 華/Keep On Running
「華／Keep On Running」（はな／キープ・オン・ランニング）は、日本の女性歌手、華原朋美の25枚目のシングル。

## 解説
- 華原にとって初の両A面シングル。表ジャケット「華」・裏ジャケット「Keep On Running」の両面ジャケット仕様。
- 「華」は、アーティストデビュー10周年を迎えた2005年に開催した全国ツアー“10th Anniversary Celebration 華原朋美 Concert 2005”で初披露し、大好評だった「華 〜concert 2005 version〜」が原曲（DVDにのみ収録）。シングルでは歌詞を新たに書き直し、アレンジとプロデュースをAIの2005年のヒット曲「Story」などのプロデュースを手掛けるアメリカの“2 SOUL for 2 SOUL MUSIC INC. RECOMMEND”が担当した。
- 当初は10周年記念の6枚目のアルバム『NAKED』（2005年6月）のラストを飾る曲として収録予定だったが、華原本人の希望でシングル化された。“10周年メモリアルソング”として、2005年10月にリリース予定であったが、12月に延期となった後、最初の型番（UMCK-5133）が生産中止となり、最終的には新たな型番（UMCK-5139）で当初の予定から4ヶ月もずれ込んでのリリースとなった。2015年のデビュー20周年記念オールタイム・ベストアルバム「ALL TIME SINGLES BEST」が発売されるまで、アルバム未収録状態であった（次作も同様）。
- 「Keep On Running」は、自身がCM出演した「桃の天然水」の発売10周年を記念して再発売された復刻版のCMソングとして制作された。イメージキャラクターにも再起用され、23歳当時の自分と8年後・31歳の自分の対比CM“フッカツ ヒューヒュー 篇”が話題になった。この曲の歌詞には、16歳（当時）の女性シンガー・Candyが書いた詞が採用された。
- 「華」のPVのロケ場所はロイヤルチェスター前橋である。
- 有線のUSEN総合チャート（J-POP）では「華」が最高9位にチャートインした。
- CDTVの週間ランキングでは、同年4月の初週に圏外から再浮上している。

## 収録曲
1. 華
作詞：H.U.B. / 作曲：幸克哉 / 編曲・プロデュース：2 SOUL for 2 SOUL MUSIC, INC.
2. Keep On Running
作詞：Candy / 作曲・編曲：TATOO / プロデュース：与田春生
3. 華 [INSTRUMENTAL]
4. Keep On Running [INSTRUMENTAL]

## タイアップ
1. 華
MBS・TBS系テレビ「世界ウルルン滞在記」エンディング・テーマ（2006年1～3月）
2. Keep On Running
JT Miss Parlor「桃の天然水」2006年イメージソング（自身出演）

## 関連DVD
- 「10th Anniversary Celebration 華原朋美 Concert 2005」
原曲「華 〜concert 2005 version〜」収録。原曲詞は『NAKED』でもお馴染みの吉川奏が作詞。